# 東大橋 (広島市)
東大橋（ひがしおおはし）は、広島県広島市の猿猴川に架かる道路橋。

## 概要
昭和初期からある橋で、1962年架け直されたが、老朽化と段原再開発およびマツダスタジアムまでの渋滞緩和を目的として2019年再架橋された。総工事費約25億円。
上流に平和橋がある。下流には広島高速2号線筋の高架橋がある。右岸側に比治山病院や広島市立比治山小学校、北詰（左岸）交差点からまっすぐ行くと広島県道164号広島海田線（大洲通り）に出る。

## 歴史
1933年（昭和8年）に木橋の「東大橋」として架橋される。当時上流側には国鉄宇品線の鉄橋が通っていた（現・平和橋）。なお1966年に仁保橋が架橋されるまで、猿猴川では東大橋より下流に橋が架けられておらず、広島駅付近のいくつかの橋を含めても数少ない橋の1つとなっていた。
1945年（昭和20年）8月6日、原爆被災、爆心地から2.90kmに位置した。ほとんど被害は無く、避難者はここを渡って東へ逃げ、これから大州通りに通ずる道路上は、火傷した避難者や運搬される重傷者でごった返していた。当日正午ごろまでは、憲兵がこの橋に立ち、市内に入る者を制止していた。翌7日からこの付近の土手で火葬が始まった。
1945年（昭和20年）9月、枕崎台風に伴う水害により 橋脚数基が洗掘により沈下してしまう。戦後になると木橋で再建されていたが、1962年（昭和37年）に併設する形で鋼H桁橋に架け替えられている。1969年（昭和44年）にその上流側に人道橋が併設されたが、下流側の旧橋の橋脚が撤去されず、そのまま残っていた。
2009年（平成21年）旧橋の車道橋から撤去され、その後歩道橋も撤去。仮歩道が架けられた。2011年から現橋の工事が始まり、2019年（平成31年）再開通した。

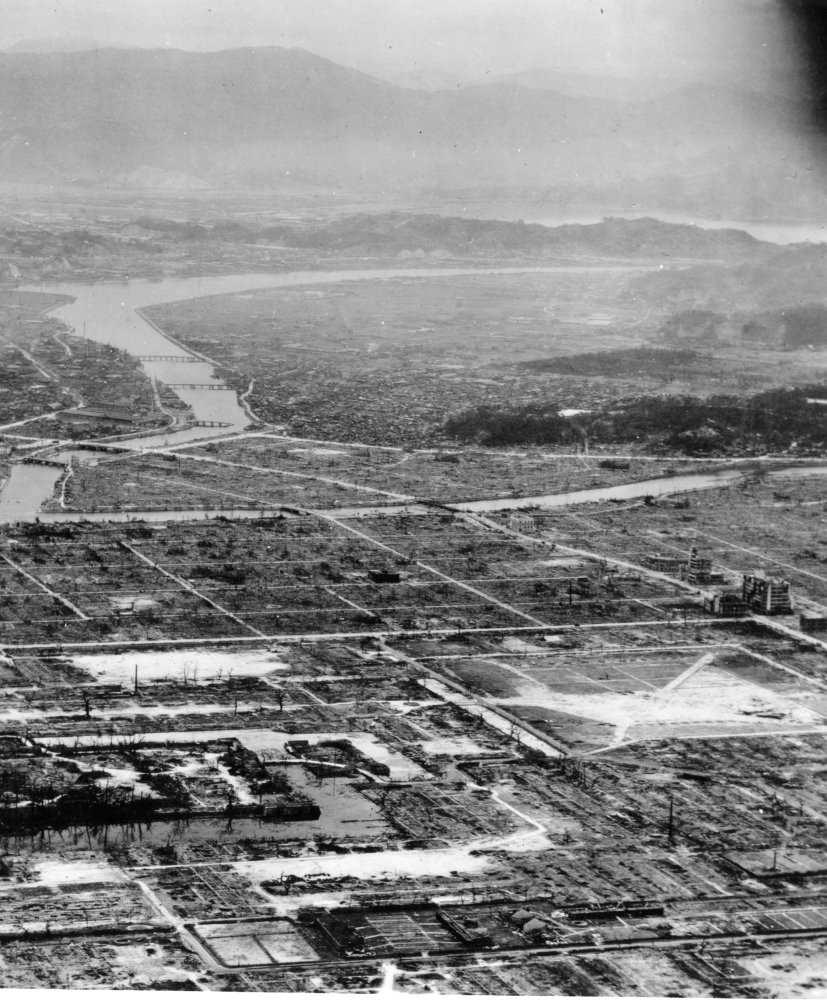
寺町付近から東方向を望む（1945年）。左上の1番上の橋が東大橋。
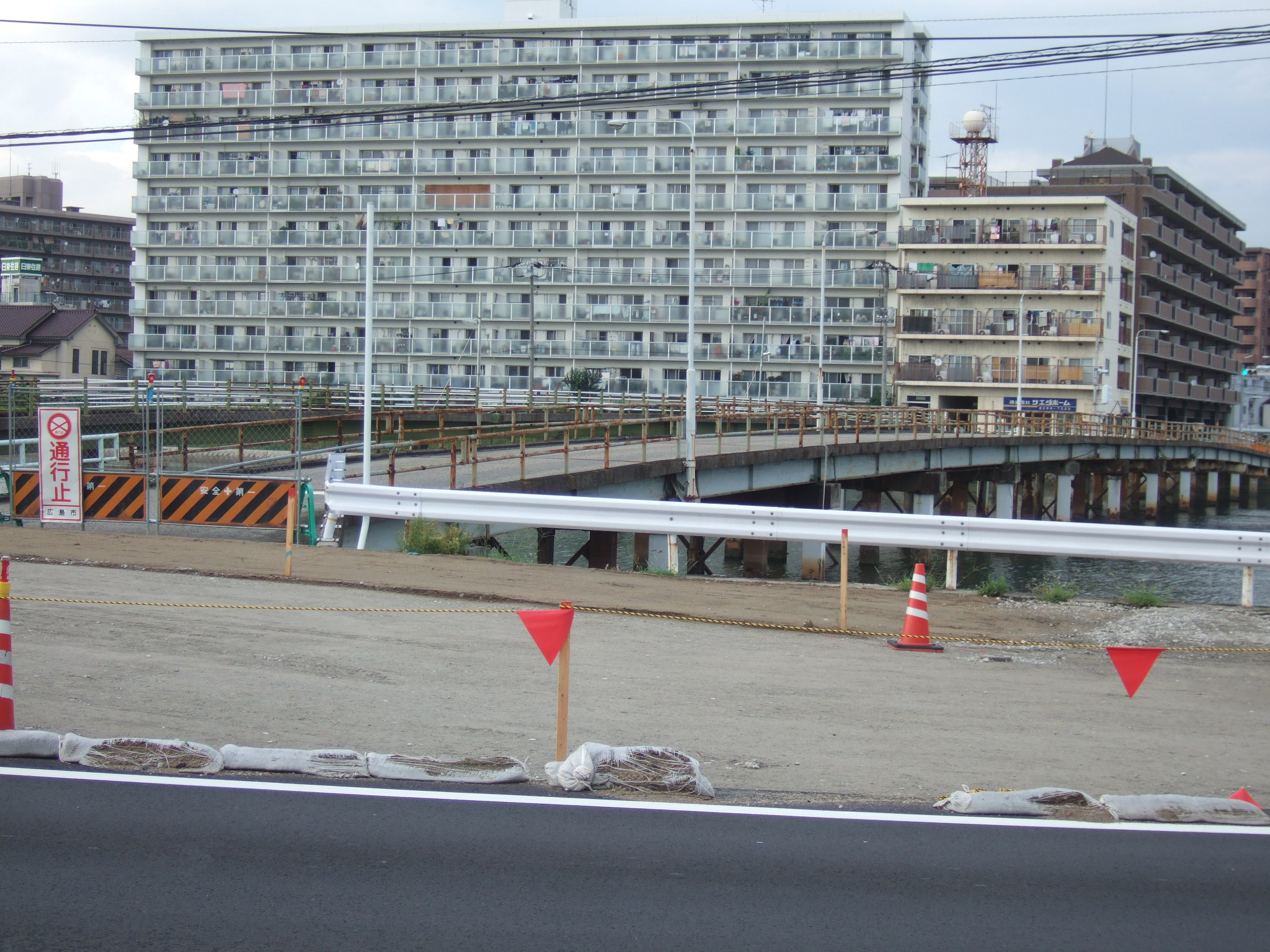
旧車道橋（2009年）
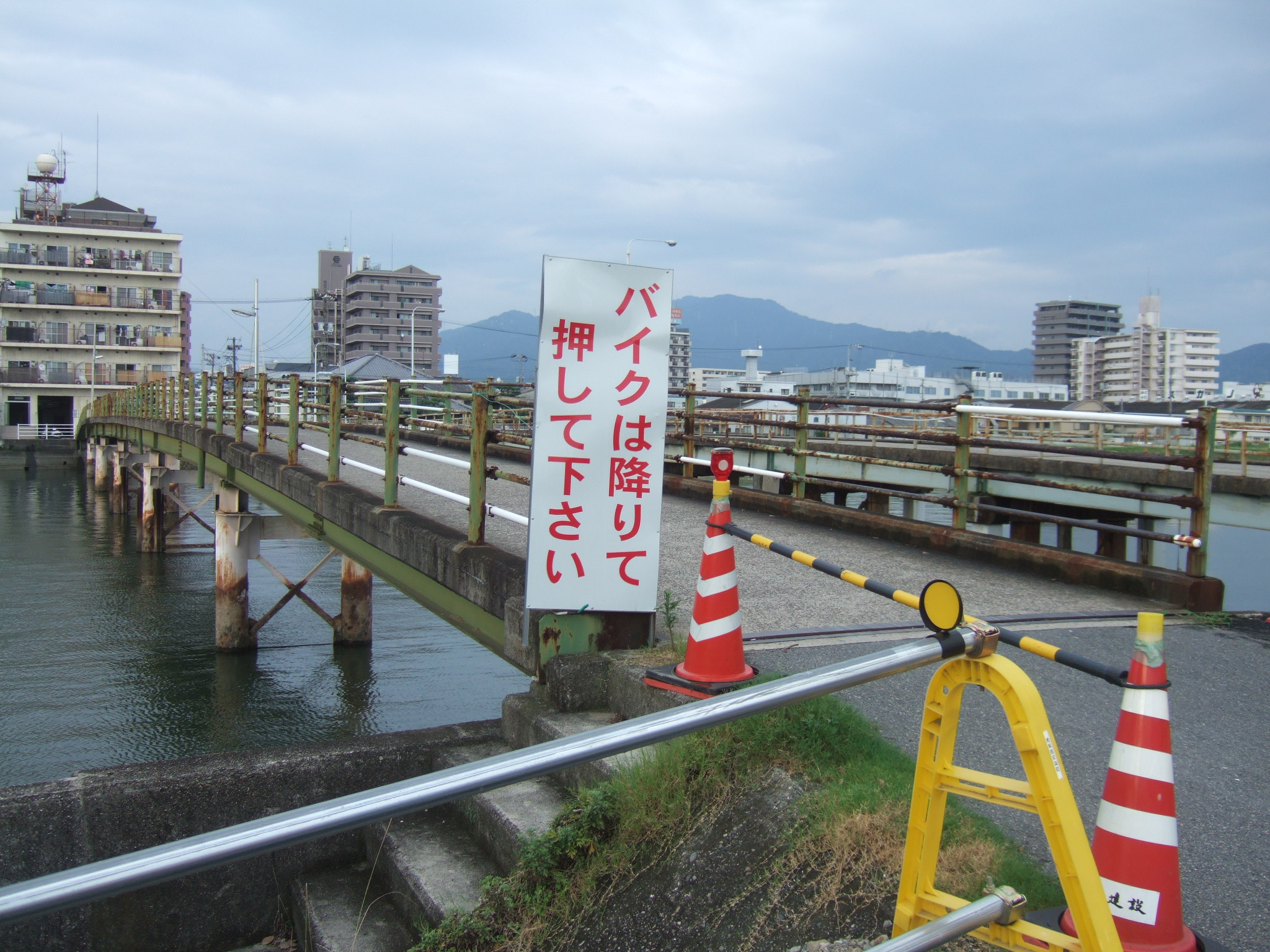
旧歩道橋（2009年）